# كمال أدهم
كمال أدهم (1929 - 29 أكتوبر 1999) سعودي الجنسية، رئيس المخابرات العامة السعودية سابقاً والمستشار الخاص للملك فيصل بن عبد العزيز آل سعود وأخ غير شقيق للملكةعفت بنت محمد بن سعود الثنيان آل سعود، لقد كان لكمال أدهم، اسم، وصورة، وصوت، وفعل، في عدد من الملفات السياسية في منطقة الشرق الأوسط وخاصة المنطقة العربية.
كان عضواً في مجلس أمناء الجامعة الأمريكية بالقاهرة من عام 1982م حتى وفاته بأزمة قلبية في عام 1999م. وفي 7 أبريل عام 2008م، قامت الجامعة الأمريكية بالقاهرة بتغيير اسم مركز الصحافة الإلكترونية ليصبح مركز كمال أدهم للتدريب والبحث الصحفي وقد جاء تغيير الاسم تقديرًا لتبرع فيصل كمال أدهم بمبلغ 5 ملايين دولار باسم والده الراحل.

## النشأة والتعليم

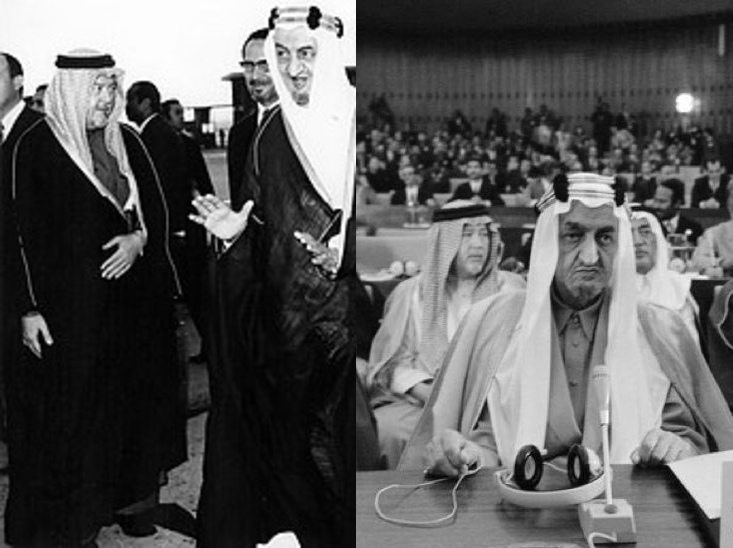
الملك فيصل مع رئيس المخابرات العامة السعودية كمال أدهم

ولد كمال أدهم في إسطنبول عام 1929.  كان والده إبراهيم أدهم ضابط شرطة من أصل ألباني.  والدته آسيا تركية.  كان لأدهم إخوة غير شقيقين، عفت بنت محمد وزكي بن محمد الثنيان، وأخ غير شقيق هو مظفر.
ذهب أدهم إلى جدة مع والده عندما كان عمره سنة واحدة.  تربى على يد الملك فيصل زوج أخته عفت.
درس أدهم في كلية فيكتوريا بالإسكندرية ثم في كلية ترينيتي في كامبريدج.

## الحياة المهنية
انضم كمال أدهم إلى الحكومة السعودية كرئيس لجهاز المخابرات الخارجية في عام 1964.  وعينه الملك فيصل رئيسًا للمخابرات العامة (أعيدت تسميتها فيما بعد برئاسة المخابرات العامة (GIP)) في عام 1965، مما جعله أول رئيس. الوكالة.  استمرت فترة عمل أدهم لمدة أربعة عشر عامًا حتى 19 يناير 1979 حيث تمت إقالته  وحل محله تركي بن فيصل في المنصب.  لذلك، شغل أيضًا منصب رئيس المخابرات العامة في عهد الملك خالد .
عمل أدهم كمستشار ملكي للملك فيصل ومن ثم للملك خالد.  كان أدهم من المستشارين المقربين للملك خالد في الفترة من 1975 إلى 19 يناير 1979.

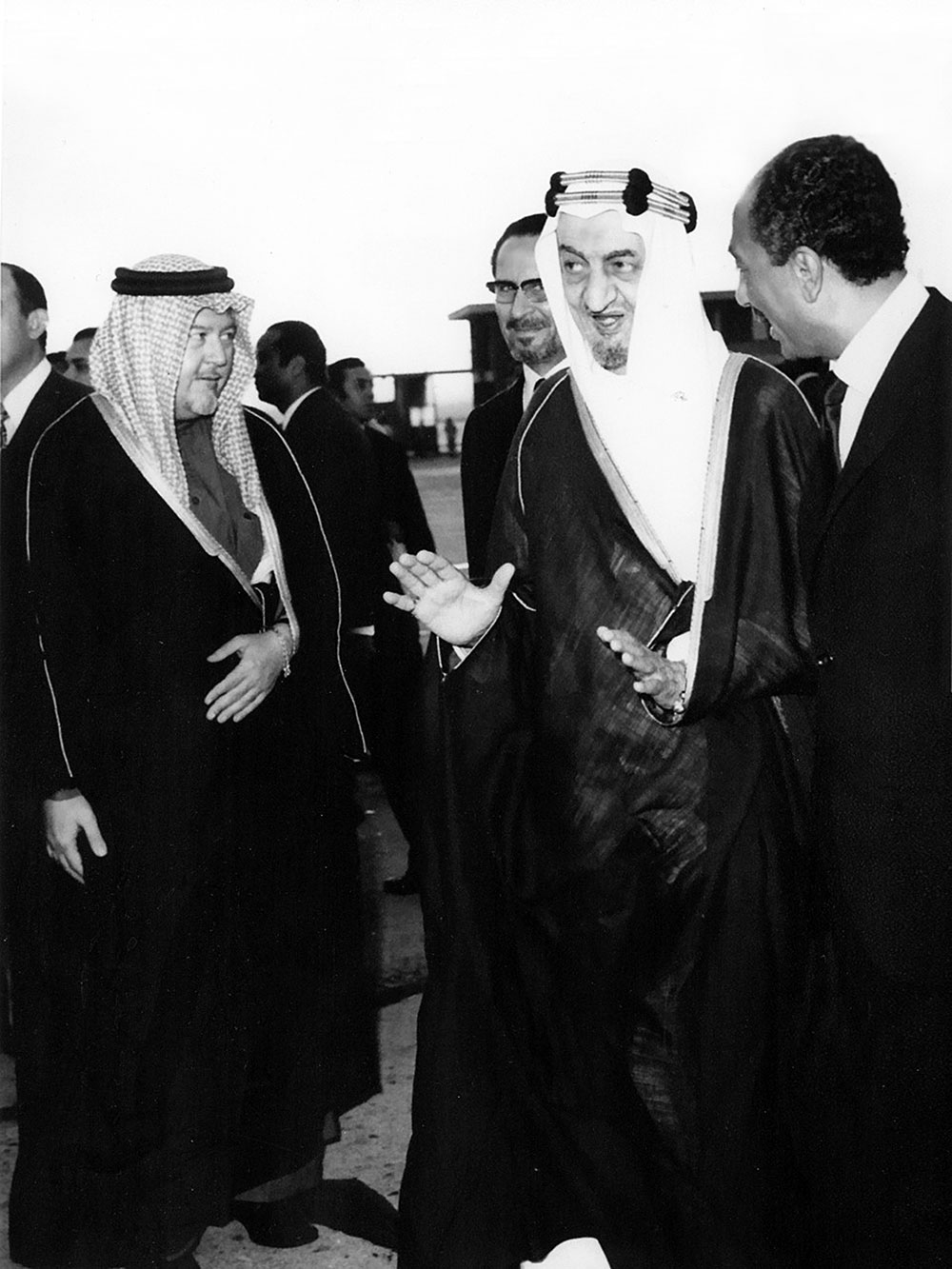
كمال أدهم رئيس المخابرات السعودية بجانب ملك المملكة العربية السعودية فيصل بن عبدالعزيز والرئيس المصري أنور السادات

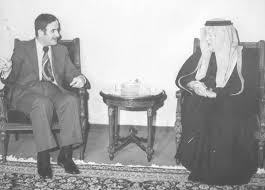
رئيس الاستخبارات السعودية السابق كمال أدهم مع الرئيس السوري السابق حافظ الاسد

### الأنشطة كرئيس الاستخبارات العامة
كان لأدهم دور حاسم في تحسين علاقات المملكة العربية السعودية مع المملكة المتحدة والتي توترت بعد قضية واحة البريمي عام 1955.  كما كان له آثار كبيرة في الحفاظ على العلاقات مع مصر.  دعمت وكالة المخابرات المركزية ماليًا أنور السادات ، نائب رئيس جمال عبد الناصر آنذاك ، من خلال أدهم عندما واجه السادات مشاكل مالية.  أرسل الملك فيصل أدهم للقاء السادات في مايو 1971، بعد وقت قصير من أدائه اليمين كرئيس.  حاول أدهم إقناعه بالتعاون مع الولايات المتحدة.  صرح السادات في اللقاء أنه بعد إتمام الانسحاب الإسرائيلي من مصر سيقوم بطرد القوات السوفيتية من مصر.  كما أكد أن بإمكان أدهم نقل رسالته إلى الإدارة الأمريكية.  ونتيجة لزيارة أدهم، طرد السادات 22.000 مستشار عسكري سوفيتي من البلاد في عام 1972.  أخبر أدهم رفاقه في عام 1972 أنه سيتم عزل شاه إيران محمد رضا بهلوي.  ولم تؤخذ توقعاته بعين الاعتبار أو يشاركها فيها مستشارو الرئيس الأمريكي نيكسون.
وكان أدهم بمثابة حلقة الوصل بين المخابرات العامة السعودية، التي ترفع تقاريرها إلى الملك، والإدارة الأمريكية.  بالإضافة إلى ذلك، كان هو مسؤول الاتصال الرئيسي لوكالة المخابرات المركزية في الشرق الأوسط ككل من منتصف الستينيات حتى عام 1979 عندما غادر المخابرات السعودية.  وقد عزز وحافظ على العلاقات الناشئة مع العديد من أجهزة المخابرات العربية، حيث كان العديد منها ينشئ ببطء مؤسسات مستقلة لخدمة حكوماتهم. عمل أدهم بشكل وثيق مع جورج بوش الأب ، الذي تم تعيينه مديرًا لوكالة المخابرات المركزية في عام 1976.
وقع أدهم على ميثاق نادي السفاري ، وهي مبادرة للسياسة الخارجية مناهضة للشيوعية نيابة عن المملكة العربية السعودية والتي اقترحها ونفذها رئيس المخابرات الفرنسية ألكسندر دي مارينش في عام 1976.  وكانت الدول الأخرى المشاركة في النادي هي مصر وإيران. و المغرب.  تم عقد الاجتماع الأول للمجموعة في المملكة العربية السعودية عام 1976.  أصبح أدهم شخصية بارزة في النادي وعمل فيه لفترة طويلة.

### الأنشطة التجارية
كان لأدهم أيضًا أنشطة تجارية استخدم فيها علاقاته مع آل سعود .  بدأت تعاملاته التجارية في عام 1957، قبل فترة طويلة من توليه منصب رئيس المخابرات العامة.
أسس مجموعة شركات كمال أدهم في المملكة العربية السعودية ، والتي أصبحت واحدة من أكبر الشركات في البلاد.  ريموند كلوز ، رئيس محطة وكالة المخابرات المركزية السابق في المملكة العربية السعودية ، ترك وكالة المخابرات المركزية وبدأ العمل لدى أدهم في عام 1977 عندما كان رئيس المخابرات العامة.  كان أدهم أيضًا أحد المساهمين الرئيسيين في بنك الاعتماد والتجارة الدولي (BCCI).  وفي عام 1972 التقى بمؤسس غرفة تجارة وصناعة البحرين آغا حسن عبيدي .  في نفس العام أسس أدهم شركة المقاولات في المملكة العربية السعودية.
كان أحد المساهمين الأوائل في شركة الإعلام المؤثرة، الشركة السعودية للأبحاث والتسويق .  بالإضافة إلى ذلك، كان لديه استثمارات في مصر، حيث يمتلك 4% من بنك دلتا و2% لشريكه سيد الجوهري.  كما أصبح شريكًا تجاريًا لزوجة أنور السادات، جيهان السادات ، وأفراد آخرين من عائلة السادات.  كما أسس الشيخ كمال أدهم شركة المباني مقاولون عامون  في شهر أكتوبر للعام 1972  في مدينة جدة بالمملكة العربية السعودية.
في عام 1978، أسس أدهم شركة إنشاءات، Freyssinet، في المملكة العربية السعودية.  كان أدهم خاشقجي وعدنان خاشقجي أحد مؤسسي شركة الذهب "شركة باريك جولد" التي تأسست عام 1983.
وفي عام 2001، تم تعيين ابنه مشعل رئيساً لمجموعة كمال أدهم.

### الجدل
في عام 1961، ادعى وزير النفط السعودي عبد الله طارقي، بالأدلة، أن أدهم، الذي كان يتعامل مع الأعمال التجارية في ذلك الوقت، حصل على 2٪ من أرباح شركة الزيت العربية التي شاركت في تأسيسها المملكة العربية السعودية واليابان.  في 23 يناير 1962 أعلنت الوزارة إلغاء الاتفاقية السرية بين أدهم وشركة الزيت العربية.  ونتيجة لهذا الاشتباك، تمت إزالة طارقي من منصبه في مارس 1962.
تورط أدهم في فضيحة بنك الاعتماد والتجارة الدولي الضخمة في بداية التسعينيات.  اتهمه المدعون الأمريكيون بلعب دور رئيسي في عملية الاستحواذ السرية وغير القانونية على بنك فيرست أمريكان من قبل بنك الاعتماد والتجارة الدولي.  وافق أدهم وسيد الجوهري على دفع مبلغ مذهل قدره 105 مليون دولار غرامة مقابل تخفيف العقوبة.  ونتيجة لهذا الحادث، تم منع أدهم من العمل في القطاع المالي.

## أسرته
تزوج كمال أدهم من عين الحياة عثمان فوزي وأنجب منها الدكتور سامي والدكتور إبراهيم والدكتور القاضي فوزي أدهم.[بحاجة لمصدر]
تزوج كمال أدهم من نادية سماقية وأنجب منها ساره وفيصل وسلطان ومشعل.

## وفاته
توفي كمال أدهم إثر نوبة قلبية في القاهرة في 29 أكتوبر 1999.  وكان عمره 71 عامًا.  أُعيد جثمانه إلى المملكة العربية السعودية لدفنه.